# Comitatul Box Elder, Utah
Comitatul Box Elder este situat  în statul Utah din Statele Unite. Sediul acestuia este Brigham City. Conform recensământului din anul 2000, populația sa a fost 42.745 de locuitori.

## Demografie
|  | Graficele sunt indisponibile din cauza unor probleme tehnice. Mai multe informații se găsesc la Phabricator și la wiki-ul MediaWiki. |

Date: Wikidata - grafică realizată de Wikipedia